# Vastemõisa
Vastemõisa (Duits: Wastemois) is een plaats in de Estische provincie Viljandimaa, behorend tot de gemeente Põhja-Sakala. De plaats heeft de status van dorp (Estisch: küla).
Tot oktober 2005 was Vastemõisa de hoofdplaats van een afzonderlijke gemeente (Vastemõisa vald) met negen dorpen, 1130 inwoners (2005) en een oppervlakte van 280,4 km². Van 2005 tot in 2017 was Vastemõisa onderdeel van de gemeente Suure-Jaani vald.

## Bevolking
Het dorp had 381 inwoners op 31 december 2011 en 346 inwoners op 31 december 2021.

## Geboren in Vastemõisa
- Johann Köler (1826-1899), kunstschilder